# Исаев, Хазар Агаали оглу
Хазар Агаали оглы Исаев (азерб. Xəzər Ağaəli oğlu İsayev; 1 февраля 1963, Агдаш, Азербайджанская ССР) — советский борец вольного стиля, Заслуженный мастер спорта СССР, чемпион мира 1986 года, серебряный призёр чемпионата мира 1987 года, двукратный чемпион Европы 1986 и 1987 годов, многократный чемпион СССР. Вице-президент Национального олимпийского комитета Азербайджана. Заслуженный деятель физической культуры и спорта Азербайджанской Республики (2007).

## Биография
В 1986 году присвоено звание Заслуженного мастера спорта СССР.
В 2007 году за большой вклад в развитие вольной борьбы награждён высшим орденом Международной ассоциации федераций борьбы
Хазар Исаев является председателем азербайджанского представительства организации «Европейское движение Fair play».

## Достижения
- 1986 год — чемпион мира, Будапешт (Венгрия), в весовой категории до 62 кг
- 1986 год — чемпион Европы, Пирей (Греция), до 62 кг
- 1987 год — серебряный призёр чемпионата мира, Клермон-Ферран (Франция), в весовой категории до 62 кг
- 1987 год — чемпион Европы, Велико-Тырново (Болгария), до 62 кг
- многократный чемпион СССР

## Награды
- Орден «Слава» (10 октября 2002) — по случаю 10-летия создания Национального олимпийского комитета Азербайджана, за заслуги в развитии физического воспитания и спорта[5]
- Орден «За службу Отечеству» II степени (27 января 2017) — за отличие при выполнении служебных обязанностей[6]
- Орден «За службу Отечеству» III степени (31 января 2013) — за заслуги в развитии таможенного дела в Азербайджанской Республике и плодотворную деятельность на государственной службе[7]
- Заслуженный деятель физической культуры и спорта Азербайджанской Республики (25 октября 2007) — за плодотворную деятельность в подготовке к Олимпийским играм в Азербайджанской Республике, а также за заслуги в развитии спортивного образования и журналистики[8]
- Почётный диплом Президента Азербайджанской Республики (12 ноября 2022) — по случаю 30-летнего юбилея создания Национального олимпийского комитета Азербайджанской Республики и за заслуги в развитии спорта[9]

## Интересные факты
- Является вторым (после Айдына Ибрагимова) спортсменом в истории азербайджанской вольной борьбы, ставшим чемпионом мира в этом виде спорта[10].
- Является президентом женской футбольной команды «Гёмрюкчю»[11].
- Брат Хазара Исаева, мастер спорта по вольной борьбе — Мушвиг Исаев, погиб 20 января 1990 года в возрасте 22 лет при вводе советских войск в Баку и похоронен на Аллее Шахидов[12]. Начиная с 2000 года в Баку ежегодно проводится международный турнир по вольной борьбе памяти Мушвига Исаева. В 2007 году турнир был включён в календарь Международной ассоциации федераций борьбы[13].